# Furuholm, Raseborg
Furuholm är en ö i Finland. Den ligger i Finska viken och i kommunen Raseborg i den ekonomiska regionen  Raseborg i landskapet Nyland, i den södra delen av landet. Ön ligger omkring 87 kilometer väster om Helsingfors.
Öns area är 11,8 hektar och dess största längd är 0,7 kilometer i nord-sydlig riktning. Ön höjer sig omkring 20 meter över havsytan.